# Holorusia praepotens
Holorusia praepotens är en tvåvingeart som först beskrevs av Christian Rudolph Wilhelm Wiedemann 1828.  Holorusia praepotens ingår i släktet Holorusia och familjen storharkrankar. Inga underarter finns listade i Catalogue of Life.